# Hranice zoufalství
Hranice zoufalství, slovensky Žena z Checkpointu Charlie, německy Die Frau vom Checkpoint Charlie, je dvoudílný německý film z roku 2007 odehrávající se v roce 1982 v Německé demokratické republice. Pojednává o zločinech Východního bloku a neštěstích, které přinesly mnoha nevinným občanům. Film je inspirován skutečnými událostmi.

## Děj
Obyčejná, svobodná matka dvou děti Sára Benderová žije již od dětství v Erfurtu. Ona i její dcery mají problémy jak v práci, tak i ve škole, protože Sára poslouchá Svobodnou Evropu a nehodlá o tom mlčet. Jednoho dne, zrovna když se chce vdávat, ji přijde dopis, že její otec momentálně žijící v NSR je vážně nemocen. Kvůli Sářině špatné pověsti ji se rozhodnou východoněmecké úřady nepustit za otcem. Zlomená Sára se rozhodne proto na protest opustit NDR za každou cenu. Spojí se i se svou vzdálenou příbuznou z Hannoveru a získá od ní i západoněmecké marky. Navíc se jí povede získat západoněmecké pasy. Svým dcerám řekne, že jedou na dovolenou do Rumunska a vyrazí.
Cestou dcerám vyzradí své úmysly. Její doklady ji však jsou odcizeny a Sára si musí vyžádat nové pasy na velvyslanectví NSR. Když však chtějí odjet, jsou zadrženy tajnou policií a převezeny na velvyslanectví NDR, kde po hodinovém výslechu přiznají svou lež. Poté jsou převezeny nejbližším letadlem domů. Sára je zatčena a převezena do věznice ve Východním Berlíně a dcery do Dětského domova v Drážďanech. Ve vězení Sára zjistí, že vše bylo naplánované a že člověk, jemuž nejvíc důvěřovala ji zradil a že pracuje pro Stasi.
Po dvou letech vězení je Sára vyhoštěna do NSR, její dcery však musejí zůstat v NDR, kde jsou dány do pěstounské rodiny. Sára si podává několik žádostí o sloučení rodiny, ale úřady NDR ji odmítají dcery vydat a západoněmecké úřady jsou rovněž bezmocné. Sára se rozhodne demonstrovat u hraničního přechodu Checkpoint Charlie mezi Východním a Západním Berlínem. Její akce jsou zveřejnovány jedním světoznámým novinářem panem Panterem, do něhož se Sára zamiluje. Po dvou letech neúspěchu se Sára odvolá do Helsinek, kde i přes zákaz demonstruje. Stasi se ji rozhodne zavraždit, Sára však jim uteče a vše vypadá slibně až do chvíle, kdy jejím dcerám lžou, že jejich matka zemřela a donutí je podepsat souhlas o adopci pěstouny. Její dcery si matky náhodně všimnou na západoněmeckém kanálu, poté však už vláda NDR se vzdá a dcery za matkou pustí. Rodina se konečně po čtyřech letech odloučení konečně zase shledá.

## Obsazení
- Veronica Ferres – Sara Bender
- Peter Kremer – Peter Koch
- Maria Ehrich – Silvia Bender
- Elisa Schlott – Sabine Bender
- Michael Schenk – Hans Wimplel
- Karl Kranzkowski – Horst Seelig
- Bruno Apitz – Jochen Hailer
- Filip Peeters – Richard Panter
- Charlotte Shwab – Aenne Bubach
- Peggy Lukac – Marlene Engel
- Julia Jäger – Regina Pries
- Götz Schubert – Martin Pries
- Julian Weigend – Marek